# 一条不二流
一条不二流（いちじょうふじりゅう）とは、江戸時代、尾張藩の佐々木大学高正（家次ともいう）が創始した捕手術、柔術の流派。捕手術、強法（骨法）、三道具術からなる。一乗不二法（いちじょうふじほう）とも呼ばれる。
佐々木高正は、北窓流を学んで佐々木流を開いたほか、隠し武器を用いて当身の威力を増すことを考案し、これを骨法または強法と称し、強法（骨法）の流派の一条不二流も開いた。
佐々木流、一条不二流ともに尾張藩で伝承された。